# Докупиль, Эрнст
Эрнст Докупиль (нем. Ernst Dokupil; род. 24 апреля 1947, Вена) — австрийский футболист, нападающий, тренер.

## Карьера
Играл в ряде австрийских команд из Вены: «Ваккер», «Адмира Ваккер», «Зиммеринг», «Рапид». В составе «Рапида», за который выступал на протяжении двух сезонов и забил 9 мячей в 66 официальных матчах, в 1976 году выиграл Кубок Австрии.
В 31 год в клубе «Зиммеринг» завершил игровую карьеру и перешёл на тренерскую работу. Возглавлял «Зиммеринг», «Адмиру Ваккер», «Фёрст», ФКН «Санкт-Пёльтен» и «Рапид». Наибольшую известность получил по работе с «Рапидом», который приводил к победе в чемпионате Австрии (сезон 1995/96) и кубке Австрии (1994/95), а также выходу в финал Кубка обладателей кубков 1995/96. В 1996 году под его руководством «Рапид», обыграв в квалификационном раунде киевское «Динамо» (2:0, 4:2), играл в групповом турнире Лиги чемпионов. Всего главным тренером «Рапида» был в 234 матчах. В марте 1998 года перешёл на должность спортивного директора, в мае 2000 года, сохранив административную должность, вернулся на тренерский мостик. Покинул обе должности в августе 2001 года после поражения «Рапида» в венском дерби от «Аустрии» со счётом 1:2. По состоянию на 2022 год по количеству победных матчей в качестве главного тренера в австрийском чемпионате занимает 2-е место после Отто Барича, общая тренерская статистика в австрийской Бундеслиге: 417 матчей: 165 побед, 118 ничьих, 134 поражения.